# Mayorazgo de Rafal
El Mayorazgo de Rafal fue fundado en 1638 por el I Marqués de Rafal, Jerónimo de Rocamora y Thomas y por su esposa María García de Lasa y Togores, basado principalmente en la indisoluble unión de las tierras y títulos de Rafal y de Puebla de Rocamora.
En la aportación de cada uno de los cónyuges, Jerónimo aportó en dote la baronía de Puebla de Rocamora junto a otros bienes, cuya valoración era de 67 000 libras. Mientras que María aportó el señorío de Rafal, que desde 1636 estaba constituido en marquesado y cuyas tierras estaban valoradas en 8400 libras.
El Mayorazgo de Rafal se fundó en Orihuela por escritura pública ante el escribano Ginés Martínez a fecha de 29 de enero de 1638. Fundaron su mayorazgo y vinculación sobre estos territorios con todos sus bienes, vasallos, tierras, derechos, mero y mixto imperio, etc, añadiendo además todos sus títulos con la excepción del señorío de Benferri, propiedad de Jerónimo, que quedó excluido del mayorazgo. Jerónimo también reafirmó las nueve cláusulas de 1588 impuestas por su padre. Según la documentación existente, el mayorazgo fue valorado en 20 000 ducados.
Jerónimo y María establecieron como sucesor del Mayorazgo de Rafal al hijo primogénito del matrimonio, su hijo Gaspar. Establecieron para la sucesión del mayorazgo a la descendencia de Gaspar, pero con la condición de que en caso de quedar sin sucesión el vínculo, este recaería sobre los señores de Benferri, que descendían de Nicolás de Rocamora y Molins, hijo de un primer matrimonio de Jerónimo con Isabel de Molins y Rosell y que en 1639 heredó el señorío de Benferri.
Cuando en noviembre de 1639 falleció Jerónimo de Rocamora, el mayorazgo lo heredó Gaspar de Rocamora tal y como estaba estipulado.
Con el paso de los años, algunos marqueses de Rafal como Juan de Rocamora y García de Lasa entre otros, añadirían varios bienes al mayorazgo, reafirmando además tanto las condiciones impuestas por sus fundadores como las nueve cláusulas de 1588.
El Mayorazgo de Rafal sobrevivió durante más de 200 años, hasta que fuera abolido en 1854 por José Casimiro Manuel de Villena, XI Marqués de Rafal, quedando separadas las dos principales partes integrantes que lo componían.

## Parte del texto original
- A continuación se expone parte del texto original de la escritura del Mayorazgo de Rafal, escrito por Jerónimo de Rocamora y Thomas:

Item: que si alguno de los sucesores de este mayorazgo y título, lo que Dios no quiera, cometiese delito de heregía, crimen de lesa majestad u otro cualquier delito por donde pueda perder el dicho mayorazgo y título o parte de él, que por el mesmo hecho que lo cometiere o tratase de comentar le suceda en dicho mayorazgo y título el siguiente en grado, así en la posesión como en la propiedad y usufructo de él, porque nuestra voluntad precisa y determina es que los que hubieren de suceder en este nuestro mayorazgo y títulos sean católicos, cristianos y obedientes a la Santa Iglesia Romana, y fieles y leales vasallos de Su Majestad y de los Reyes de España que en su tiempo fueren, y a los que no lo fueren no los llamamos, antes los hemos por excluido de la sucesión de él.

## Las nueve cláusulas de 1588
Las nueve cláusulas de 1588 son una disposición testamentaria de la Casa de Rocamora, impuesta por Jaime de Rocamora y López Varea, VII Señor de Benferri y de Puebla de Rocamora, para regir la sucesión en sus señoríos. Tras ser reafirmadas por su hijo Jerónimo de Rocamora en la escritura del Mayorazgo de Rafal, pasaron a comprender también al marquesado de Rafal, principal posesión de los Rocamora.
Las cláusulas establecían el orden sucesorio del Mayorazgo de Benferri y del señorío de Puebla de Rocamora, además de señalar los bienes que entraban en dicho vínculo.
El documento fue publicado en Orihuela el 28 de marzo de 1588.
Una de las cláusulas establecía que en caso de quedar la Casa de Rocamora sin descendencia masculina, recayendo sus posesiones en mujer, tanto el cónyuge como la descendenia deberían adoptar las armas y el apellido de los Rocamora.
Las Nueve Cláusulas de 1588 fueron derogadas por Antonia de Rocamora y Heredia en 1751 para que pudiera suceder su hijo Antonio de Heredia y Rocamora como jefe de la Casa de Heredia, sin necesidad de cambiar sus armas y su apellido. Se le concedió a Antonia de Rocamora la derogación de las cláusulas debido a que alegó que ambas casas nobles tenían un alto grado de parentesco.
- Datos: Q6007718